# Telecinco Cinema
Telecinco Cinema, S.A.U. és una companyia de producció de pel·lícules espanyoles la propietat de les quals és del grup Mediaset España. Ha produït nombrosos llargmetratges d'èxit de tots els gèneres, la majoria d'ells reconeguts internacionalment i arribant a convertir-se en un referent de la indústria del cinema espanyol. També destacar la realització de telefilmes encara que solament per a la seva emissió en les cadenes del grup. Una vegada produïda la pel·lícula, es llança al mercat nacional —o internacional— a través de les distribuïdores de cinema i quant a les minisèries, és normalment Telecinco qui les emet en televisió.
D'altra banda, destacar que la productora espanyola de cinema —participada per Mediaset—, ha treballat a més amb grans directors del cinema espanyol, entre ells: Álex de la Iglesia, Juan Antonio Bayona, Pedro Almodóvar, Agustín Díaz Yanes. A pesar que principalment l'empresa aposta per projectes donats suport per cineastes espanyols, també afavoreix el foment de nous talents. En aquest sentit, s'ha impulsat la carrera de directors com Juan Carlos Fresnadillo per la pel·lícula Intacto, Gabe Ibáñez per Hierro, Gonzalo López-Gallego per El rey de la montaña entre altre més.

## Història
El 23 setembre de 1996, el grup Gestevisión Telecinco va constituir a Madrid l'empresa Digitel 5, S.A.O. L'objecte d'aquest, va incloure principalment, encara que no amb caràcter exclusiu, la prestació de serveis cinematogràfics. El novembre de 1999, l'empresa va formalitzar la seva inscripció en el Registre Mercantil per a notificar el canvi de denominació social de Digitel 5 pel d'Estudios Picasso Fábrica de Ficción. Anys després, el maig de 2007, Estudios Picasso s'inscriu en el canvi de denominació social i passa a ser Producciones Cinematográficas Telecinco. Als pocs mesos del canvi de registre, al novembre del mateix any, la companyia torna a inscriure's de nou en el Registre Mercantil per al canvi de nom a Telecinco Cinema, S.A.U.

## Produccions
Els títols produïts més sonats de la companyia han estat o són Lo imposible, Ágora, Alatriste, Ocho apellidos vascos, No habrá paz para los malvados, Un monstruo viene a verme o la primera pel·lícula de paròdia espanyola, Spanish Movie. Quant a pel·lícules d'animació, Telecinco Cinema ha co-produït al costat d'altres empreses el llargmetratge Las aventuras de Tadeo Jones, el primer projecte de no ficció de la companyia.

## 2000's

### Any 2000
- La gran vida; cinema (11 d'octubre de 2000) (1.433,373 €)

### Any 2002
- El otro lado de la cama; cinema (5 de juliol de 2002) (12.610,725 €)

### Any 2004
- Torapia; cinemama (6 d'agost de 2004) (-)
- El lobo; cinemama (5 de novembre de 2004) (7.750,456 €)

### Any 2005
- Los 2 lados de la cama; cinema (21 de desembre de 2005) (7.391,907 €)

### Any 2006
- Alatriste; cinema (1 de setembre de 2006) (16.648,437 €)
- El laberinto del fauno; cinema (11 d'octubre de 2006) (6.520,311 €)

### Any 2007
- La caja Kovak; cinema (12 de gener de 2007) (1.327,051 €)
- El orfanato; cinema (11 d'octubre de 2007) (25.061,449 €)
- Salir pitando; cinema (21 de setembre de 2007) (519.629 €)
- Masala; televisió

### Any 2008
- Los crímenes de Oxford; cinema (18 de gener de 2008) (7.937,810 €)
- Todos estamos invitados; cinema (11 d'abril de 2008) (284.112 €)
- Casual Day; cinema (9 de maig de 2008 (559.231 €)
- Gente de mala calidad; cinema (11 de juliol de 2008 (202.596 €)
- Eskalofrío; cinema (18 de juliol de 2008) (888.408 €)
- Che: el argentino; cinema (5 de setembre de 2008) (6.114,055 €)
- El rey de la montaña; cinema (12 de setembre de 2008) (337.669 €)
- La desconocida; cinema (26 de setembre de 2008) (-)
- Santos; cinema (10 d'octubre de 2008) (-)
- Transsiberian; cinema (24 d'octubre de 2008) (1.723,369 €)
- Que parezca un accidente; cinema (14 de novembre de 2008) (-)

### Any 2009
- Che: guerilla; cinema (27 de febrer de 2009 (386.877 €)
- Imago Mortis; cinema (24 de juliol de 2009 (225.364 €)
- Ágora; cinema (9 d'octubre de 2009) (21.391,197 €)
- Celda 211; cinema (6 de novembre de 2009) (12.086,061 €)
- Spanish Movie; cinema (4 de desembre de 2009 (4.991,917 €)

## 2010's

### Any 2010
- Hierro; cinema (15 de gener de 2010) (254.328 €)
- El mal ajeno; cinema (18 de març de 2010 (529.328 €)
- Rabia; cinema 28 de març de 2010 (120.000 €)
- Agnosia; cinema (5 de novembre de 2010 (229.646 €)

### Any 2011
- La daga de Rasputín; cinema (14 de gener de 2011 (534.616 €)
- Amigos...; cinema (8 de juliol de 2011 (1.407,003 €)
- No habrá paz para los malvados; cinema (23 de setembre de 2011 (3.461,722 €)
- Verbo, la película; cinema (4 de novembre de 2011 (200.000 €)

### Any 2012
- Lo mejor de Eva; cinema (10 de febrer de 2012 (748.910 €)
- Las aventuras de Tadeo Jones; cinema (31 d'agost de 2012 (18.407,080 €)
- Lo imposible; cinema (11 d'octubre de 2012 (42.444,290 €)

### Any 2013
- Afterparty; cinema (13 de setembre de 2013) (56.684 €)
- Séptimo; cinema (8 de novembre de 2013 (2.978,393 €)

### Any 2014
- Ocho apellidos vascos; cinema (14 de març de 2014) (56.194,668 €)
- Carmina y amén; cinema (30 d'abril de 2014 (1.961,359 €)
- Perdona si te llamo amor; cinema (30 d'abril de 2014 (2.143,305 €)
- El niño; cinema (29 d'agost de 2014 (16.277,471 €)
- Paco de Lucía, la búsqueda; cinema (24 d'octubre de 2014 (34.267 €)

### Any 2015
- Negociador; cinema (13 de març de 2015) (176.409 €)
- Atrapa la bandera; cinema (28 d'agost de 2015) (11.095,946 €)
- Regresión; cinema (2 d'octubre de 2015) (8.933,226 €)
- Ocho apellidos catalanes; cinema (20 de novembre de 2015) (36.146,427 €)

### Any 2016
- Cien años de perdón; cinema (4 de març de 2016) (6.676,116 €)
- Kiki, el amor se hace; cinema (1 d'abril de 2016) (6.195,929 €)
- Un monstruo viene a verme; cinema (7 d'octubre de 2016) (26.648,661 €)
- Omega; cinema (18 de novembre de 2016 (30.863 €)

### Any 2017
- Es por tu bien; cinema (24 de febrer de 2017) (9.536,256 €)
- Tadeo Jones 2: El secreto del Rey Midas; cinema (25 d'agost de 2017) (17.934,080 €)
- El secreto de Marrowbone; cinema (27 d'octubre de 2017) (7.344,043 €)
- Perfectos desconocidos; cinema (1 de desembre de 2017) (20.986,570 €)

### Any 2018
- El Cuaderno de Sara; cinema (2 de febrer de 2018) (5.197,167 €)
- Sanz, lo que fui es lo que soy; cinema (19 d'abril de 2018) (298.662 €)
- Yucatán; cinema (31 d'agost de 2018) (5.141,044 €)
- Ola de crímenes; cinema (5 d'octubre de 2018) (3.040,874 €)
- Superlópez; cinema (23 de novembre de 2018) (12.756,450 €)

### Any 2019
- Lo dejo cuando quieras; cinema (15 de març de 2019)
- Si yo fuera rico; cinema (25 d'octubre de 2019)

### Telefilms
- 2009: La ira
- 2009: Paquirri
- 2010: Alfonso, el príncipe maldito
- 2010: El pacto
- 2010: Inocentes
- 2010: La duquesa
- 2010: Vuelo IL 8714
- 2010: Felipe y Letizia
- 2010: Alakrana
- 2011: 11-M, para que nadie lo olvide
- 2011: Rocío Dúrcal, volver a verte
- 2011: Tita Cervera, la baronesa
- 2012: Carmina
- 2012: María de Nazaret
- 2012: Las mil y una noches
- 2012: Mi gitana
- 2013: Anna Karenina
- 2013: Niños robados
- 2013: Mario Conde, los días de gloria
- 2014: La Bella y la Bestia
- 2014: El Rey
- 2014: Hermanos
- 2015: Los nuestros
- 2016: Lo que escondían sus ojos
- 2016: El padre de Caín
- 2017: Pérdoname señor